# Mauguille
Saint Mauguille est un ermite qui vécut au VIIe siècle près de Saint-Riquier, en Picardie. Il est reconnu comme saint par l'Église catholique.

## Biographie
Mauguille paraît être originaire d'Irlande. Il serait venu en Gaule en compagnie de Fursy de Péronne et après le mort de celui-ci, il se retira à l'abbaye de Saint-Riquier puis quitta le monastère pour fonder un ermitage dur les bords de l'Authie, à Monstrelet.
Mais il tomba malade et fut secouru par un ermite anglais nommé Vulgan. Ils vécurent quelque temps ensemble puis Vulgan mourut et Mauguille le suivit peu après dans la tombe. D'abord inhumé dans la chapelle de son ermitage, sa dépouille fut ensuite transférée dans une petite église près de l'abbatiale de Saint-Riquier, à la fin du Xe siècle.

## Reliques
En 1125, les reliques de saint Mauguille furent transportées dans l'abbatiale de Saint-Riquier et déposées dans une châsse en bois doré au XVIe siècle.

## Iconographie
Les sculptures du portail nord de la façade de l'abbatiale de Saint-Riquier retracent la légende de saint Mauguille.